# Дзекон Георгій Борисович
Георгій Борисович Дзекон (нар. 2 липня 1963, Вінниця, Українська РСР, СРСР) — Голова Правління (2004—2011), член наглядової ради ПАТ «Укртелеком» (2011—2013).

## Життєпис
Георгій Борисович Дзекон народився 2 липня 1963 року в українському місті Вінниця.
У 1990 закінчив Київський політехнічний інститут за фахом кібернетика електричних систем.
Працював оператором електронно-обчислювальних машин, інженером-програмістом.
1993—2000 — управляючий директор ТОВ «СОФТ-ТРОНІК Київ».
1994 — співзасновник компанії Priocom Corp., зареєстрованої в Сан-Франциско (США, Каліфорнія), яка володіє 99 % акцій українського ЗАТ «Пріокому».
2000—2003 — голова правління ЗАТ «Пріоком». Займався розробленням та впровадженням телекомунікаційних проектів як в Україні, так і за кордоном.
З липня 2003 — заступник Голови Правління ВАТ «Укртелеком». 13 травня 2004 обраний головою правління ВАТ «Укртелеком».
За керівництва Георгія Дзекона «Укртелеком» став мобільним оператором. і найбільшим інтернет-провайдером.
З листопада 2011 року — член наглядової ради ПАТ «Укртелеком».
З 2011 року з родиною проживає в штаті Каліфорнія, США, де він та його сім'я володіє нерухомістю.
Ймовірно, має подвійне громадянство Україна-США. Під час правління державним Укртелекомом вже мав дозвіл на постійне проживання в США (грін-карту) або навіть громадянство.
Відомий як керівник одної з найскандальніших схем приватизації в Україні — державного підприємства ПАТ «Укртелеком», який був куплений маловідомою підставною компанією ЕСУ, а 4 жовтня 2013 року ПАТ «Укртелеком» став частиною Групи СКМ.
Зник з поля зору українських правоохоронців 2 серпня 2014 року. У жовтні 2014 року Служба безпеки України оголосила Дзекона у розшук згідно постанови суду.

## Родина
Одружений, має двох доньок.